# معاهدة وايتانغي
معاهدة وايتانغي (بالإنجليزيَّة: Treaty of Waitangi، وبالماوريَّة: Te Tiriti o Waitangi) هي معاهدة وقعها ممثلو التاج البريطاني وزعماء الماوري (الرانغاتيرا) من الجزيرة الشمالية لنيوزيلندا لأوّل مرّة بتاريخ 6 فبراير عام 1840. تُعدّ وثيقة ذو أهمية مركزية لتاريخ نيوزيلندا والدستور السياسي وللأسطورة القومية للبلاد. وكانت مهمة للغاية في تأطير العلاقات السياسية بين الحكومة النيوزيلندية وشعب الماوري، خصوصًا منذ أواخر القرن العشرين.
كُتبت المعاهدة عندما كان المستعمرون البريطانيون وشركة نيوزيلندا (الذي يعمل بالنيابة عن مجموعة كبيرة من المستوطنين وطالبي الاستيطان) تضغط على التاج البريطاني لإقامة مستعمرة في نيوزيلندا، وعندما التمس قادة شعب الماوري البريطانيين لتقديم الحماية لهم من الغارات الفرنسية. صيغت المعاهدة بهدف تعيين حاكم بريطاني لنيوزيلندا، والاعتراف بملكية شعب الماوري لأراضيهم، وغاباتهم وممتلكات أخرى، ومنحهم حقوق الرعايا البريطانيين. كان هدف التاج البريطاني ضمان عدم شعور شعب الماوري عند إعلان الحاكم الملازم ويليام هوبسون بعد ذلك السيادة البريطانية على نيوزيلندا في شهر مايو من عام 1840 أنه تم تجاهل حقوقهم. فور كتابتها وترجمتها، وقعها قادة شمال الماوري أولًا في وايتانغي. نُقلت نسخ منها لاحقًا إلى جميع أنحاء نيوزيلندا، ووقع عليها العديد من الزعماء الآخرين طوال الأشهر التالية. وقع نحو 530 إلى 540 فردًا من الماوري، بينهم 13 امرأة على الأقل، معاهدة وايتانغي، على الرغم من تحذير بعض قادة الماوري منها. كان الحق الحصري لحكومة الملكة فيكتوريا ملكة المملكة المتحدة بشراء الأراضي أحد النتائج المباشرة للمعاهدة. توجد تسعة نسخ موقعة من المعاهدة بالمجمل، بما في ذلك النسخة الموقعة في 6 فبراير من عام 1840 في وايتانغي.
يتضمن نص المعاهدة مقدمة وثلاث مواد. إنها مكتوبة بلغتين، كُتبت باللغة الإنجليزية وتُرجمة إلى اللغة الماورية.
- تنص المادة الأولى من النص الإنجليزي على أن «تعود كل حقوق السيادة وسلطتها» إلى التاج البريطاني.
- تنص المادة الثانية على استمرار ملكية شعب الماوري لأراضيهم، وعلى أن الحق الحصري للشفعة يعود إلى التاج.
- تمنح المادة الثالثة شعب الماوري الحقوق والحماية الكاملة باعتبارهم رعايا بريطانيين.

على أي حال، يختلف النصان الإنجليزي والماوري اختلافًا كبيرًا، لا سيما فيما يتعلق بمعنى وجود السيادة والتخلي عنها. أدت هذه التناقضات إلى خلافات في العقود التالية للتوقيع، وساهمت في النهاية بوقوع الحروب النيوزيلندية خلال الفترة من عام 1845 حتى عام 1872.

## المناقشة والتوقيع
في 5 فبراير، طُرحت النسخة الإنجليزية الأصلية من المعاهدة وترجمت إلى اللغة الماورية في مجلس يضم زعماء الشمال في خيمة كبيرة في الحديقة أمام منزل بوسبي في وايتانغي. قرأ هوبسون المعاهدة بصوت مرتفع باللغة الإنجليزية، بينما قرأ ويليامز النسخة المكتوبة بالماورية. ثم ناقش زعماء الماوري المعاهدة مدة خمس ساعات، سُجل معظم النقاش وتُرجم من قبل طابع محطة بعثة بيهيا التبشيرية، ويليام كولينزو. قال ريوا، وهو زعيم كاثوليكي تأثر بالمطران الكاثوليكي الفرنسي بومباليه، «لا يريد شعب الماوري حاكمًا! لسنا أوروبيين. صحيح أننا بعنا جزءًا من أرضنا، لكن ما نزال نملك هذه البلاد! نحن الزعماء نحكم أرض أسلافنا». ناقش موكا كاينغا ماتا أنه يجب استرداد كل الأراضي التي اشتراها الأوروبيين ظلمًا. سأل واي: «البارحة شتمني رجل أبيض. هل هذا ما ستصبح عليه الأمور؟» قبِل زعماء بروتستانت مثل هون هيك، وبوموكا، وتي ووريراهي، وتاماتي واكا نيني، وأخيه إيرورا كايهي باتون الحاكم. قال هون هيك:
عليك أن تبقى معنا أيها الحاكم، وأن تكون بمثابة أب لنا. إن رحلت سيقضي الفرنسيون أو بائعو الرم على شعب الماوري. كيف يطالب بعضكم برحيل هوبسون؟ لكن هذا لن يحل معضلاتنا، فقد بعنا جزءًا كبيرًا من أراضينا هنا في الشمال. لا يمكننا السيطرة على الأوروبيين المستوطنين عليها. أتعجب لسماعكم تطالبون برحيله! لماذا لم تطالبو برحيل التجار وباعة المشروبات الكحولية منذ زمن؟ ثمة عدد كبير من الأوروبيين هنا الآن، وثمة أطفال سيوحدون عروقنا.
حث المطران بومباليه، الذي كان يرشد الكاثوليكيين من شعب الماوري في الشمال بشأن المعاهدة، الكاثوليكيين على الحذر من المعاهدة وعدم التوقيع عليها. غادر بعد النقاش الأول، ولم يكن موجودًا عند توقيع الزعماء.
بالنسبة إلى زعماء الماوري، تطلب التوقيع في وايتانغي قدرًا كبيرًا من الثقة. على الرغم من ذلك، لا بد أن المنافع المتوقعة من الحماية البريطانية فاقت مخاوفهم. كان الفرنسيون مهتمين بنيوزيلندا بشكل خاص، وكانت هناك مخاوف من أن عدم وقوفهم إلى جانب البريطانيين سيؤدي إلى ضغط الفرنسيين عليهم بنفس الطريقة التي ضغطوا فيها على سكان جزر أخرى في شمال المحيط الهادي فيما أصبح لاحقًا بولينزيا الفرنسية. شجع المبشرون الإنجليز شعب الماوري على التوقيع، وكانوا يعتقدون أن التنظيم البريطاني سيكون مهمًا لتحقيق الرفاه المستقبلي في ماوري بسبب استمرار وصول المستوطنين الأوروبيين.
بعد ذلك، انتقل الزعماء إلى منزل قرب النهر تحت منزل بوسبي وحديقته، وتابعوا مشاوراتهم إلى وقت متأخر من الليل. أصبح منزل بوسبي لاحقًا يُعرف باسم منزل المعاهدة، وهو أكثر المباني التاريخية زيارة في نيوزيلندا اليوم.
خطط هوبسون وقت التوقيع ليكون في 7 فبراير، على أي حال، صباح يوم السادس من فبراير، كان هناك 45 زعيمًا جاهزين بانتظار التوقيع. عند الظهيرة وصلت سفينة تحمل ضابطين من السفينة الحربية إتش إم إس هيرالد، وتفاجآ عندما علما أنهم كانوا بانتظار الحاكم، لذا أُرسل قارب لإعلامه بذلك على وجه السرعة. على الرغم من أن اللوحة الرسمية للتوقيع تظهر هوبسون مرتديًا الزي البحري الكامل، لكنه في الواقع لم يكن يتوقع حضور الزعماء في ذلك اليوم، وكان يرتدي معطفه العادي أو «ملابسه المدنية، باستثناء القبعة». بدأ توقيع المعاهدة بعد الظهيرة.
ترأس هوبسون الموقعين البريطانيين. كان هون هيك أول الزعماء الموقعين في ذلك اليوم. وعند توقيع كل زعيم، قال هوبسون عبارة تعني «أصبحنا الآن شعبًا واحدًا». اعترض زعيمان هما ماروبو وروهي بشدة على المعاهدة في أثناء توقيعها، لكنهما وقعا في النهاية، وبعد أن صافح ماروبو يد الحاكم، رفع قبعته التي كانت على الطاولة، وأشار له بأن يرتديها.

### تواقيع لاحقة
اعتبر هوبسون توقيع المعاهدة في وايتانغي أمرًا بالغ الأهمية، وأشار إلى أن 26 زعيمًا من إجمالي 46 وقعوا. لم ينوي هوبسون طلب موافقة الماوري بالإجماع على المعاهدة، لكنه كان ينوي قبول الأغلبية، فقد أشار إلى أن التواقيع في وايتانغي مثلت «اعترافًا واضحًا بالحقوق السيادية لجلالة الملكة على الأجزاء الجنوبية من الجزيرة». على أي حال، لم يمثل أولئك ممن وقعوا على المعاهدة الشمال برمته، إذ يظهر تحليل للتواقيع أن معظمهم كان من خلجان الجزر فقط، وأن عددًا ليس بكبير من الزعماء رفيعي المستوى وقع في ذلك اليوم. اعتبر هوبسون التوقيع الأولي في وايتانغي معاهدة «فعلية»، بينما بالكاد «صادقت عليها التواقيع اللاحقة وأكدتها».
لتعزيز سلطة المعاهدة، أُرسلت ثمانية نسخ إضافية في البلاد لجمع تواقيع إضافية:
- نسخة مانوكاو-كاويا.
- نسخة إقيلم وايكاتو- مانوكاو.
- نسخة تاورانجا.
- نسخة خليج بلينتي.
- نسخة هيرالد بونبري.
- نسخة هنري ويليامز.
- نسخة تورانغا (الساحل الشرقي).
- النسخة المطبوعة.

## وصلات خارجية
- معلومات حول المعاهدة على موقع تاريخ نيوزيلندا (بالإنجليزية)
- موقع معاهدة وايتانغي على أراشيف نيوزيلندا (بالإنجليزية)